# ヘーレン
ヘーレン (ドイツ語: Hehlen) は、ドイツ連邦共和国ニーダーザクセン州ホルツミンデン郡に属す町村（以下、本項では便宜上「町」と記述する）で、ザムトゲマインデ・ボーデンヴェルダー＝ポレを構成する町村の一つである。

## 地理
この町は、ヴェーザー川沿い、ボーデンヴェルダーの下流側に位置する。ハーメルンとホルツミンデンとの中間にあたる。

### 自治体の構成
- ヘーレン（オーフェルゲンネを含む）
- ホーエ
- ブレーケル
- ダスペ

### 隣接する市町村
ヘーレンは、北はハーメルン＝ピルモント郡のエンマータール、北東はハイエン（橋で結ばれている）、東はボーデンヴェルダー、南はペーゲストルフ、西はオッテンシュタインと境を接している。

## 歴史

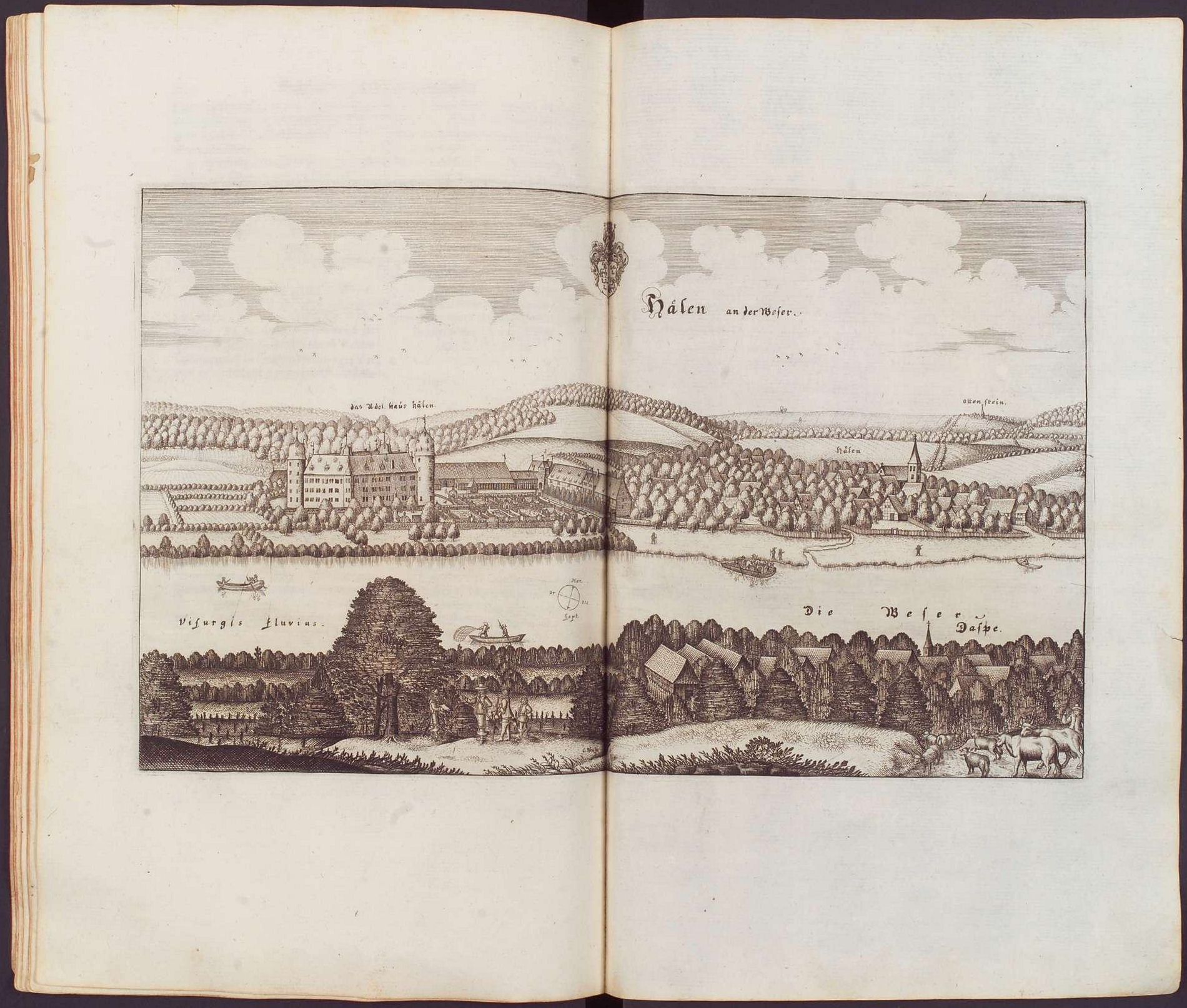
1654年から1658年頃のヘーレンを描いたマテウス・メーリアンの銅版画

ヘーレンは、9世紀に「Heli」として初めて文献に記録されている。12世紀には「Helen」と表記されている。
ホムブルク家のレーエン領主家が1409年に断絶し、ブラウンシュヴァイク公家のレーエン領主（フレンケの領主がこの地を含めて統治した）も1558年に絶えた後、シューレンブルク家の「白系」がこれを引き継いだ。フリッツ・フォン・シューレンブルクがヴェーザー川沿いの分家の初期当主の1人である。彼はブラウンシュヴァイク＝リューネブルク公ハインリヒ2世に仕える傭兵隊長として財産と名声を高めた。彼の妻がイルゼ・フォン・ザルデルンである。彼女は1574年から夫と別居生活を送っていたが、1579年に塔を側面に置いた水城ヘーレン城を建設した。これは軍事的な目的を持たない純粋な社交用の城館であった。この城は1956年までザルデルン家とシューレンブルク家の所有であったが、その後私人に売却された。この城館は、後の装飾豊かなヘーメルシェンブルク城やベーヴェルン城など一連のヴェーザールネサンス様式の大規模建築の嚆矢となった。
1596年には、やはりイルゼ・フォン・ザルデルンによってヴェーザー川上流地方で最初の製紙工場がヘーレンに建設された。1900年に私営のフォアヴォーレ＝エンマーターラー鉄道会社 (VEE) のエンマータール - フォアボーレ区間が開通し、ヘーレンは鉄道網に結ばれた。

## 文化と見所

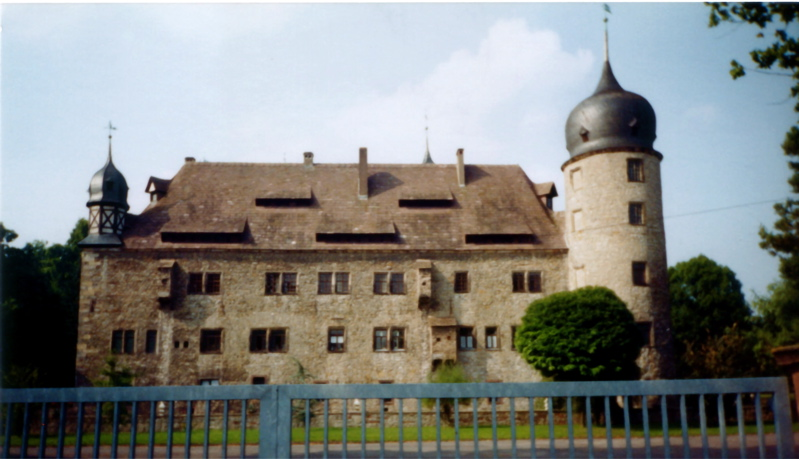
ヘーレン城

- ヘーレン城: 1579年建造
- インマヌエル教会: 1699年建造
- ヘーエの教会: 1252年建造

## 経済と社会資本

### 交通
連邦道B83号線がハーメルンを通っており、北のハーメルン、南のホルツミンデンとこの町とを結んでいる。南にヴェーザー川を渡り、エッシャースハウゼン方面へ向かう連邦道B240号線はここを起点としている。この町にはダスペ方面へヴェーザー川を渡る小さな橋（かつては渡し船であった）がある。南西には連邦道B586号線がオッテンシュタイン方面に延びている。また、小集落のオーフェルゲンネやブレーケルンへの道も通っている。
ヘーレンはハーメルンからハン・ミュンデンに至るヴェーザー自転車道沿いに位置する。
この町は、今では旅客も貨物も廃線となった フォアヴォーレ＝エンマーターラー交通会社GmbH（VEV、1967年まではフォアヴォーレ＝エンマーターラー鉄道会社 VEE）のエンマータール - フォアヴォーレ線沿いに位置していた。この路線はエンマータールからヘーエン、ボーデンヴェルダー＝リンゼ、エッシャースハウゼンを経由してフォアヴォーレに至り、ここでホルツミンデン - クライエンゼン線に接続していた。旧ヘーレン駅の駅舎は現在、レストランとして用いられている。ヘーレンは路線バスでホルツミンデン、ボーデンヴェルダー、ハーメルンとこの町とを結んでいる。

### 地元企業
1893年にライフアイゼン農業信用金庫ヘーレンeG が設立されたが、2000年にヴェーザーベルクラント国民銀行と合併した。
続いて1919年に Braunschweigischen Lederwerke J. u. E. Heller、現在の Heller-Leder GmbH & Co. KG（皮革加工業、年商約3500万ユーロ）が設立された。1990年には子会社の HELCOR-LEDER-tec GmbH も加わった。この会社は近隣地域の重要な大手雇用主の一つである。
ハーメルン側の街の入り口に、1905年にハインリヒ・ライテマイヤーによって創設された ヘーレン/ヴェーザー Portlandzement-, Kalk-, Mergel- und Steinwerke GmbH の大規模な石灰工場がある。その所有者は1943年まではベルリン＝ヴィルマースドルフに本社を置く Norddeutsche Cement-Verband GmbH (NCV) であったが、その後はヘーレンの Dipl.-Ing. Blankmann に引き継がれた。1949年にこの石灰工場は Niedersächsischen Zementwerke によって吸収合併され、Kalk-, Mergel- und Steinwerke GmbH となった。2004年に Dipl.-Berging. Andreas Goedecke に移譲され、Kalkwerk Hehlen GmbH と改名された。
1978年に Tiefbau Timmermann が設立された。1928年に創設された洗剤・保護剤製造の Asmus GmbH は、現在 AsKü-Gebäudereinigungs-Service GmbH の傘下にある。
2005年10月1日、Naturgas Hehlen GmbH & Co. KG と Bioenergie Hehlen GmbH & Co. KG が主導して、ヘーレンに 2500kWのバイオガス施設が稼働した。これはドイツ最大のバイオガス施設の一つである。この施設は公共の電力網に送電する他、Heller-Leder GmbH & Co. KG に熱を供給している。
1947年創業の、様々な分野における電気モーター製造の Hanning Elektro-Werke GmbH & Co. KG は2006年までヘーレンに工場を有していた。

## 人物
- ヴィルヘルム・アウグスト・ランパディウス（ドイツ語版、英語版）（1772年 - 1842年）化学者
- ハインリヒ・ヴィルヘルム・ヴァルダイヤー（1836年 - 1921年）解剖学者

## 引用
1. ↑  Landesamt für Statistik Niedersachsen, LSN-Online Regionaldatenbank, Tabelle A100001G: Fortschreibung des Bevölkerungsstandes, Stand 31. Dezember 2023